# Alberto Ricevuti
Alberto Ricevuti (Pavia, 2 novembre 1911 – ...) è stato un politico italiano.
Dirigente d'azienda, fu sindaco di Pavia dal 1951 al 1956 e presidente della locale Camera di commercio, industria e agricoltura dal 1959 al 1975.
Nel 2018 gli è stato intitolato il palazzo delle Esposizioni di Pavia.